# Bing Maps
Bing Maps（ビング マップ）は、マイクロソフトが提供する地図サービス。Bingサービスの1つである。

## 沿革
- 2005年7月 - 「MSN Virtual Earth」(ベータ版)を公開[1]。
- 2005年12月 - Virtual Earth にローカル検索やイエローページを統合した「Windows Live Local」を公開[2]。
- 2006年9月 - Live Search と同時に「Live Local Search」を公開[3]。
- 2006年11月 - 日本語版 Live Search に地図機能(ベータ版)を追加[4]。英語版においては正式版として統合。「Live Search Maps (Windows Live Maps)」となる。
- 2009年6月 - Bing と同時に「Bing Maps」を公開[5]。

## 機能
Bing Maps には、次のような機能があるが、日本語版ではその全てを使用できるわけではない。

### 表示機能
Bing Maps には、次のような表示機能があるが、一部の機能は日本語版では使えない。

#### 地図
Bing Maps では、世界各地の都市の詳細な地図を参照することができる。
また、一部の地域では、詳細な地図を表示できない。
アメリカ版では、道の名前や地下鉄の駅の出口も表示される。

#### 航空写真
ランドサットの衛星写真・デジタルグローブ社の衛星写真や、Vexcel（ベクセル）社製デジタルカメラを使用して撮られた写真などを使用している。
次のような地域の航空写真では、人々が点として見えるほどである。
- アメリカ合衆国
- カナダ
- オーストラリア
- ニュージーランド
- 日本
- インド

#### ハイブリッド
この Bing Maps でのハイブリッドとは、航空写真に名称の表示を入力したものである。
例えば、ビルの名称や交差点の名称などが、航空写真に表示されているものである。

#### 鳥瞰（ちょうかん）写真
鳥瞰写真では、建物が立体的に表示され、東西南北どの方向からも鳥瞰写真の機能を利用できる。
また、この機能はかなり鮮明な写真を利用できる。

#### Bing Maps 3D
3D地図や鳥瞰写真に建物の立体画像を重ね、町の立体概要図を表示する。表示データに写真ではなく立体画像を使用しているため、精密さやサービス展開スピードに欠く半面プライバシー問題が発生せず閲覧角度に制限がないことが特徴。この機能を利用するには、ActiveXコントロール、またはFirefoxプラグインのインストールが必要である。

#### Microsoft Location Finder
このソフトウェアを使用すると、ユーザの現在位置を確認できる。
現在位置の特定方法は以下の2つである。
- 無線LANより、アクセスポイントを特定する
- IP アドレスを特定する

日本語版はないが、現在位置の確認は利用できる。

### 検索機能
検索には、大きく分けて次の3つがある。
- ビジネス
お店やサービスを検索する
- 地図
市町村、所在地、または施設名を検索する
- 人
この機能は、日本語版では利用できない。名前や電話番号から検索する

### オプション機能
右上の「オプション」をクリックするとオプションを使用できる。
- 終了
最後に表示した場所や検索条件、スクラッチ パッドのアイテムを保存できる。
- マップ ナビゲーション
滑らかに表示するかどうかを設定できる。
- 検索しています
一度に表示する検索結果を選択できる。

### 日本語版にない機能
おもに、次の機能は日本語版にはない。
- Microsoft Location Finderの検索結果の表示
- 人の検索
- 一部のオプション機能